# حج إلى روما

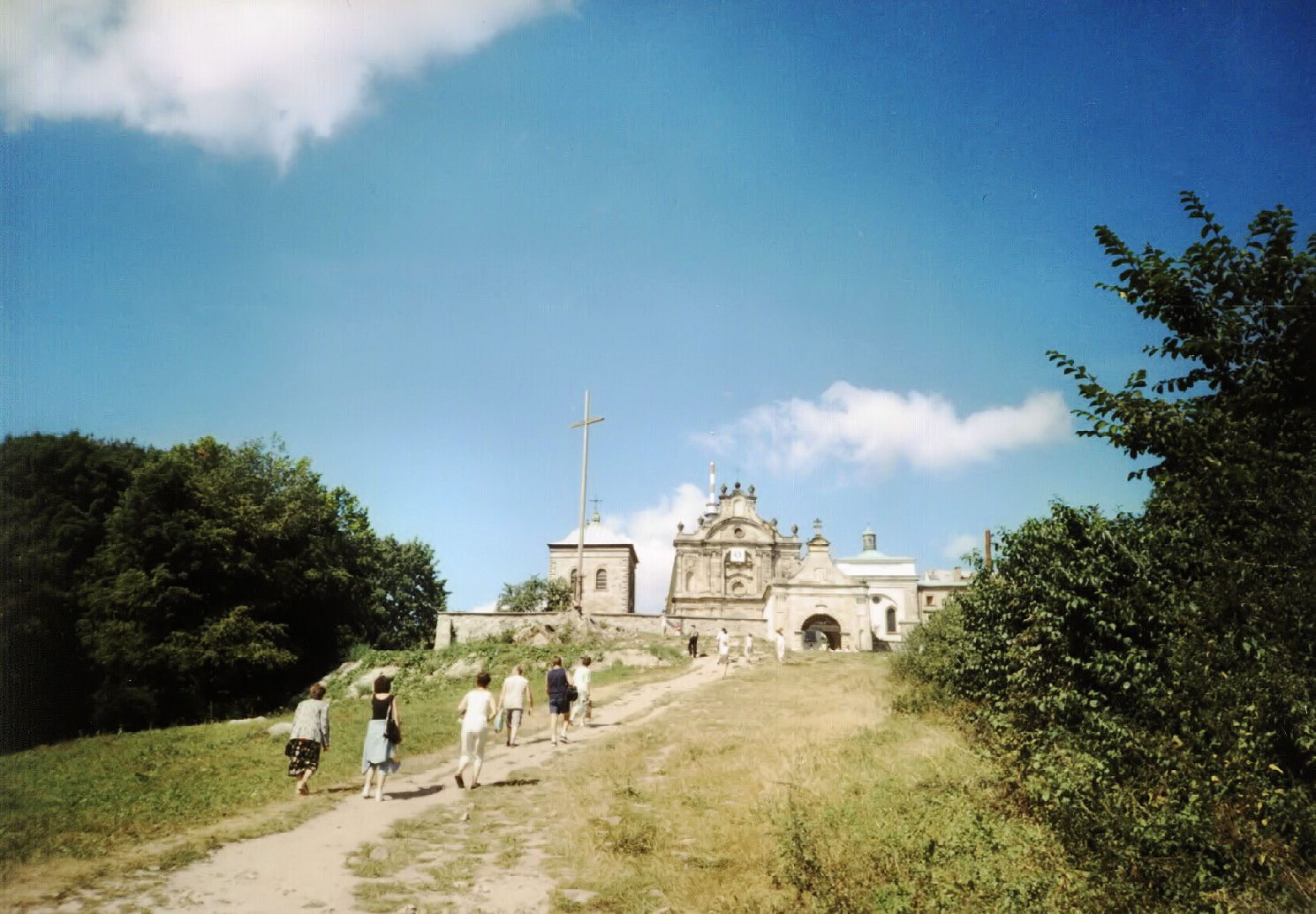

يأتي مصطلح الحج إلى روما من إكليل الجبل، وهو الاسم الذي يشير إلى الحجاج المتجهين نحو روما، أو أي مكان مقدس طلبًا للتوبة والغفران. هو عيد كاثوليكي يتكون من رحلة أو سير الحجيج، بعدة وسائل مختلفة مثل الحنطور أو الكارو أو على ظهور الخيل أو سيرًا على الأقدام، للوصول إلى الحرم المقدس أو إلى مزار السيدة العذراء أو لأي مكان يمكن أن يُطلب فيه التوبة والغفران. ويقع عادة هذا المكان إما في مكان جبلي أو ريفي. ليس من الضروري أحيانًا أن تكون رحلة كاملة، حيث تستمر الحفلة يومًا كاملًا. ويتم الاحتفاء بهذا اليوم عن طريق الأغاني وصلاة التسابيح طلبًا للرحمة والعفو من بين أمور أخرى.